# Forrest Frank
Forrest Frank, né le 8 avril 1995 à Fulshear au Texas, est un chanteur, auteur-compositeur-interprète et producteur américain, connu pour son œuvre en tant qu'artiste de musique chrétienne contemporaine. Il sortit cinq albums, dont Nostalgia Pack, California Cowboy, New Hymns, et A Merry Lofi Christmas en 2023, ainsi que Child of God, en 2024, ce dernier ayant atteint la première place du Top Christian Albums et ayant été vendu à plus de 22 000 exemplaires aux États-Unis, dès la première semaine de sa sortie,.

## Biographie

### Enfance
Forrest Neil Frank est né le 8 avril 1995 à Fulshear, Texas, aux États-Unis dans une famille chrétienne. Sa mère Kerryl Ann Frank (née Grantham) était leader de louanges et est mariée à Ronald Edouard Frank. Il est également le petit fils du météorologiste Neil Frank. Forrest à fréquenté l'école chrétienne de Houston et plus tard l'université Baylor de laquelle il sort diplômé en 2017.

### 2023
Forrest Frank est nommé Meilleur Artiste Chrétien de 2023 par Billboard. Il sort son premier album, Nostalgia Pack, le 26 mai 2023. Celui-ci est suivi par California Cowboy, paru le mois suivant, le 16 juin 2023. Forrest travaillait sur cet album depuis 2021. Il déclara à propos de l'album: "Du début jusqu'à la fin, California Cowboy raconte une histoire entière." New Hymns paraît le 30 octobre 2023 et comprend douze chansons mélangeant pop et hymnes religieux. A Merry Lofi Christmas, un album de Noël, paraît le 10 novembre 2023 et est composé de chants de Noël repensés en lo-fi et hip-hop.
Sa chanson 'No Longer Bound' atteint la 44e position du classement de fin d'année 2023 Hot Christian Songs.

### 2024
Le 12 avril 2024, Forrest Frank dévoile l'EP God is Good, en collaboration avec Caleb Gordon. Il est suivi par l'EP All The Time, sorti le 26 avril 2024, avec nobigdyl. Le 26 juillet 2024 paraît l'EP Child Of God. L'album commença en première position du Top Christian Albums et y resta pendant plusieurs mois, le rendant meilleur premier album chrétien de l'année. Le 1er novembre 2024, une version deluxe de Child of God paraît, comprenant sept pistes supplémentaires.

## Prix et certifications

### GMA Dove Awards
| Année | Nommé / œuvre     | Prix                                             | Résultat |
| ----- | ----------------- | ------------------------------------------------ | -------- |
| 2023  | "No Longer Bound" | Chanson enregistrée rap/hip-hop de l'année       | Nommé    |
| 2024  | Forrest Frank     | Révélation de l'année                            | Gagnant  |
| 2024  | "Good Day"        | Chanson pop/contemporaine enregistrée de l'année | Gagnant  |